# روباه توله
روباه توله (نام علمی: Vulpes macrotis) نام یک گونه از سرده روباه‌ها است.